# Thomas Thynne, 1. vikomt Weymouth
Thomas Thynne, 1. vikomt Weymouth (Thomas Thynne, 1st Viscount Weymouth, 1st Baron Thynne of Wermister, 2nd Baronet Thynne of Kempsford) (1640 – 28. července 1714, Londýn) byl anglický politik. Od mládí se uplatňoval ve službách Stuartovců jako diplomat, byl též poslancem Dolní sněmovny. V roce 1682 s titulem vikomta vstoupil do Sněmovny lordů. V roce 1688 sice podpořil Slavnou revoluci spojenou se změnou na trůně, ale poté řadu let strávil v opozici. Až v letech 1702–1707 zastával funkci ministra obchodu.

## Životopis

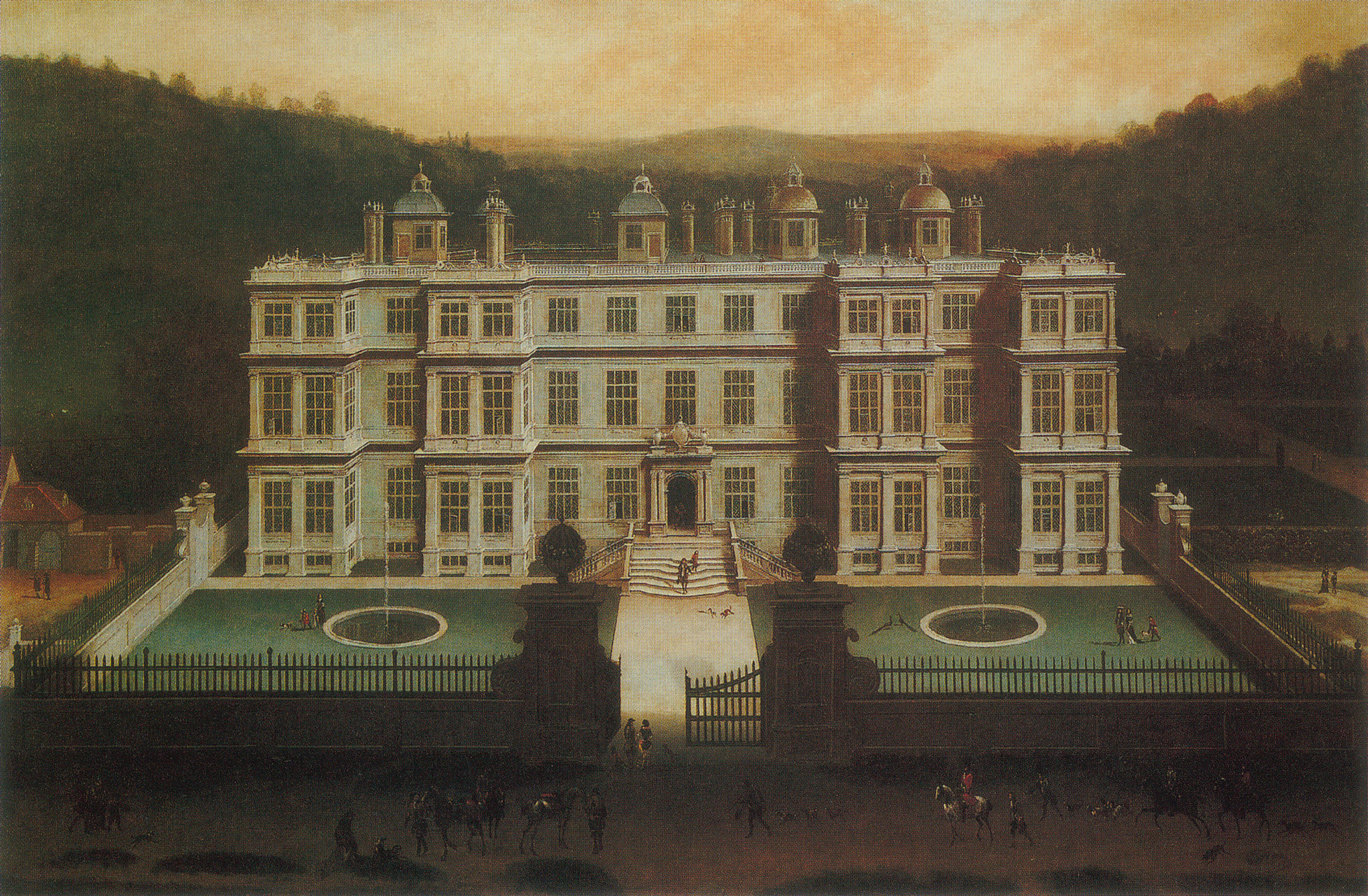
Hlavní rodové sídlo zámek Longleat House (Wiltshire) na malbě z roku 1675

Pocházel ze šlechtického rodu, který značně zbohatl v 16. století rozprodejem majetku zrušených klášterů za vlády Jindřicha VIII. Narodil se jako starší syn Sira Henryho Fredericka Thynne (1615–1680), který se zúčastnil občanské války na straně Karla I. a později patřil k oporám restaurace Stuartovců. Thomas studoval v Oxfordu a již v roce 1664 byl zvolen členem Královské společnosti. V letech 1666–1669 byl anglickým vyslancem ve Stockholmu, od roku 1666 byl také komořím vévody z Yorku. Později byl poslancem Dolní sněmovny (1674–1681). Mezitím v roce 1680 po otci zdědil titul baroneta spolu se statky v hrabstvích Gloucestershire a Shropshire. V roce 1682 zdědil další majetek spolu s hlavním rodovým sídlem Longleat House (Wiltshire) po zavražděném bratranci Thomasu Thynneovi (1646–1682). V návaznosti na převzetí značného majetku byl v roce 1682 povýšen na vikomta a stal se členem Sněmovny lordů. V letech 1683–1685 zastával funkci nejvyššího sudího (Custos Rotulorum) v hrabství Wiltshire.
Za vlády Jakuba II. stál v opozici a přišel o některé úřady. Poté podpořil tzv. Slavnou revoluci a v roce 1688 přivítal spolu s hrabětem z Pembroke na anglické půdě nového krále Viléma Oranžského. Znovu získal úřad nejvyššího sudího ve Wiltshire (1690–1706), ale později stál v opozici proti politice Viléma III., takže k vyšším funkcím se dostal až po jeho smrti a po nástupu královny Anny. V roce 1702 byl jmenován členem Tajné rady a v letech 1702–1707 zastával úřad prezidenta úřadu pro obchod a kolonie. Po vyhlášení království Velké Británie v roce 1707 nebyl uveden mezi členy Tajné rady, znovu se jejím členem stal až v roce 1711. Od roku 1711 do smrti také již potřetí zastával funkci nejvyššího sudího ve Wiltshire. V politice zastával značně liberální názory, ale ve společnosti proslul povýšeným vystupováním bohatého aristokrata.

## Rodina a majetek
V roce 1672 se oženil s Frances Finchovou (1652–1712), dcerou 3. hraběte z Winchilsey. Z jejich manželství pocházely čtyři děti, dědicem titulů a majetku se měl stát Henry Thynne (1675–1708), který byl poslancem Dolní sněmovny. Kvůli chorobám spojeným s obezitou zemřel předčasně a bez potomstva, titul vikomta pak přešel na potomstvo Thomasova mladšího bratra Henryho Thynne.
Thomasův mladší bratr Henry Thynne (1644–1705) byl úředníkem Tajné rady a v letech 1684–1685 krátce jedním z lordů pokladu. Jeho vnuk Thomas (1710–1751) se v roce 1714 stal dědicem titulu vikomta a rodového majetku. V další generaci pak vynikl Thomas Thynne, 1. markýz z Bathu (1734–1796), který byl několikrát členem vlády a v roce 1789 získal titul markýze.
Kromě statků zděděných po otci převzal v roce 1682 hlavní sídlo Longleat House ve Wiltshire. Zdejší zámek nechal postavit v 16. století John Thynne (1515–1580), který skoupil rozsáhlé pozemky v rámci rozprodeje majetku zrušených klášterů za vlády Jindřicha VIII. Thomas Thynne na zámku realizoval stavební úpravy v barokním slohu a mimo jiné zde vybudoval rozsáhlou knihovnu. V úpravách okolí zámku ve stylu francouzského parku se nechal inspirovat zahradami ve Versailles.